# 中共丰顺县革命委员会旧址
中共丰顺县革命委员会旧址，位于中国广东省梅州市丰顺县大龙华镇叶华村，为丰顺县文物保护单位，类型为近现代重要史迹及代表性建筑，公布时间为1988年1月。
中共丰顺县革命委员会旧址的历史年代为近代。1988年1月，丰顺县人民政府认定其为丰顺县文物保护单位。